# I See Red
I See Red est le premier EP de Uh Huh Her dont la sortie sur Itunes date du 24 juillet 2007.

## Liste des titres
| No | Titre                        | Durée |
| -- | ---------------------------- | ----- |
| 1. | Say So (Thom Russo Mix)      |       |
| 2. | Explode                      | 2:50  |
| 3. | Run                          | 4:10  |
| 4. | I See Red                    | 4:16  |
| 5. | Say So                       | 3:22  |
| 6. | Mystery Lights (Piste bonus) | 4:15  |